# Шевцова Наталія Миколаївна
Наталія Миколаївна Шевцова (нар.. 17 грудня 1974, Клинці, Брянська область, СРСР) — російська легкоатлетка, тренер. Заслужений майстер спорту Росії.

## Досягнення
- Триразова чемпіонка СРСР з легкої атлетики (1990—1991 рк.).
- Чемпіонка Росії в естафетному бігу 4×100 метрів.
- Переможниця всесвітньої Універсіади у бігу 4×400 метрів (Італія, 1997 рік)
- Бронзова призерка чемпіонату світу (Едмонтон, 2001).
- Дворазова чемпіонка Європи серед поліцейських у бігу на 800 метрів та естафеті 4×100 метрів (2002).

## Освіта
- Закінчила Брянський державний педагогічний університет імені академіка І. І. р. Петровського.
- Закінчила Московський університет МВС Росії.

## Тренерська робота
З 2004 року єпрацює тренером із легкої атлетики СДЮСШОР «Русь» міста Брянська.
Найвідомішим вихованцем Н. М. Шевцової є Олександр Погорєлов.

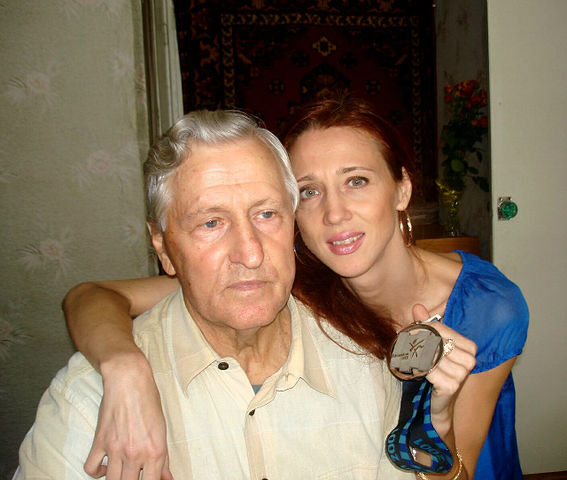
Наталія Шевцова з тренером Володимиром Олексійовичем Сиромолотовим.
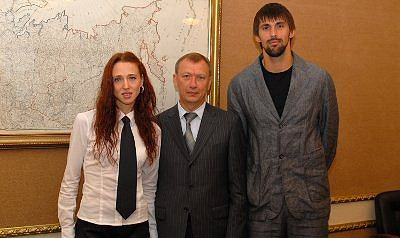
Наталія Шевцова і Олександр Погорєлов на прийомі у губернатора Миколи Деніна.